# Sant Pere Pescador
Sant Pere Pescador is een gemeente in de Spaanse provincie Girona in de regio Catalonië met een oppervlakte van 18 km². Sant Pere Pescador telt 2.134 inwoners (1 januari 2016).

## Demografische ontwikkeling
Bron: INE, 1857-2011: volkstellingen